# Voile aux Jeux olympiques d'été de 2020 - 470 femmes
Pour un article plus général, voir Voile aux Jeux olympiques d'été de 2020.
Navigation
Rio de Janeiro 2016
L'épreuve de 470 femmes des Jeux olympiques d'été de 2020 a lieu du 28 juillet au 4 août à Tokyo.
Les régates se déroulent au sein du port d'Eno-shima situé sur une petite île dans la baie de Sagami.

## Format de la compétition
Cette épreuve comprend une série de 10 régates. À chaque régate, les points sont attribués en fonction de la position : le vainqueur obtient un point, le deuxième marque deux points, et ainsi de suite.
Après les 10 premières régates, les points attribués dans la course où le concurrent a réalisé sa plus mauvaise performance sont retirés et les points restants sont additionnés.
Les 10 athlètes avec les meilleurs scores disputent ensuite la régate finale s'appelant la course aux médailles pour laquelle les points sont doublés : deux points pour la première place, quatre points pour la deuxième place et ainsi de suite.
Le total des points obtenus à l’issue de la course de médaille détermine le classement, ainsi l'athlète ayant le score le plus bas est déclaré vainqueur
Pendant les courses, les concurrents effectuent un parcours en forme d’énorme triangle, se dirigeant vers la ligne d'arrivée après avoir affronté le vent dans les trois directions. Ils doivent passer les bouées de marquage un certain nombre de fois et dans un ordre prédéterminé.

## Programme
| 28 juillet        | 29 juillet        | 30 juillet        | 31 juillet | 1er août          | 2 août | 3 août             | 4 août               |
| ----------------- | ----------------- | ----------------- | ---------- | ----------------- | ------ | ------------------ | -------------------- |
| Course 1 Course 2 | Course 3 Course 4 | Course 5 Course 6 | Repos      | Course 7 Course 8 | Report | Course 9 Course 10 | Course aux médailles |

## Résultats
|                                     |                                          | Courses | Courses  | Courses | Courses | Courses | Courses | Courses | Courses | Courses | Courses | Total | Course aux médailles | Total final |
| ----------------------------------- | ---------------------------------------- | ------- | -------- | ------- | ------- | ------- | ------- | ------- | ------- | ------- | ------- | ----- | -------------------- | ----------- |
| Médaille d'or, Jeux olympiques      | Hannah Mills Eilidh McIntyre             | 4       | 3        | 7       | 1       | 3       | 3       | 1       | 3       | 9       | 3       | 28    | 10                   | 38          |
| Médaille d'argent, Jeux olympiques  | Agnieszka Skrzypulec Jolanta Ogar        | 1       | 1        | 2       | 5       | 12      | 1       | 5       | 4       | 15      | 15      | 46    | 8                    | 54          |
| Médaille de bronze, Jeux olympiques | Camille Lecointre Aloïse Retornaz        | 3       | 2        | 4       | 7       | 1       | 12      | 6       | 5       | 10      | 4       | 42    | 12                   | 54          |
| 4                                   | Linda Fahrni Maja Siegenthaler           | 12      | 4        | 8       | 2       | 5       | 10      | 9       | 7       | 12      | 5       | 62    | 2                    | 64          |
| 5                                   | Tina Mrak Veronika Macarol               | 8       | 16       | 6       | 9       | 4       | 7       | 3       | 9       | 2       | 7       | 55    | 14                   | 69          |
| 6                                   | Luise Wanser Anastasiya Winkel           | 22 DSQ  | 22 DSQ   | 5       | 4       | 15      | 8       | 7       | 1       | 5       | 6       | 73    | 4                    | 77          |
| 7                                   | Ai Yoshida Miho Yoshioka                 | 6       | 7        | 11      | 15      | 2       | 2       | 12      | 8       | 7       | 8       | 63    | 16                   | 79          |
| 8                                   | Noya Bar-Am Shahar Tibi                  | 2       | 14       | 22 DSQ  | 3       | 10      | 11      | 4       | 11      | 6       | 13      | 74    | 6                    | 80          |
| 9                                   | Fernanda Oliveira Horn Ana Barbachan     | 15      | 5        | 1       | 10      | 13      | 4       | 10      | 10      | 8       | 1       | 62    | 20                   | 82          |
| 10                                  | Afrodite Zegers Lobke Berkhout           | 10      | 11       | 14      | 11      | 9       | 6       | 17      | 6       | 4       | 2       | 73    | 18                   | 91          |
| 11                                  | Silvia Mas Patricia Cantero Reina        | 11      | 13       | 3       | 6       | 14      | 15      | 8       | 17      | 1       | 10      | 81    | Éliminées !          | Éliminées ! |
| 12                                  | Nikole Barnes Lara Dallman-Weiss         | 13      | 6        | 15      | 13      | 6       | 5       | 19      | 2       | 22 UFD  | 19      | 98    | Éliminées !          | Éliminées ! |
| 13                                  | Elena Berta Bianca Caruso                | 5       | 10       | 9       | 12      | 8       | 16      | 14      | 16      | 16      | 12      | 102   | Éliminées !          | Éliminées ! |
| 14                                  | Olivia Bergstrom Lovisa Karlsson         | 17      | 9        | 10      | 16      | 7       | 9       | 18      | 14      | 11      | 18      | 111   | Éliminées !          | Éliminées ! |
| 15                                  | Ariadne-Paraskevi Spanaki Emilia Tsoulfa | 14      | 8        | 22 BFD  | 17      | 17      | 13      | 2       | 12      | 22 UFD  | 9       | 114   | Éliminées !          | Éliminées ! |
| 16                                  | Nia Jerwood Monique de Vries             | 7       | 12       | 12      | 8       | 18      | 19      | 15      | 13      | 13      | 20      | 117   | Éliminées !          | Éliminées ! |
| 17                                  | Beste Kaynakçı Okyanus Arıkan            | 18      | 18.1 DPI | 22 BFD  | 18      | 11      | 14      | 13      | 18      | 3       | 14      | 127.1 | Éliminées !          | Éliminées ! |
| 18                                  | Wei Mengxi Gao Haiyan                    | 9       | 15       | 16      | 14      | 22 DSQ  | 18      | 11      | 15      | 14      | 17      | 129   | Éliminées !          | Éliminées ! |
| 19                                  | Nuraisyah Jamil Juni Karimah Noor Jamali | 16      | 18       | 17      | 20      | 19      | 20      | 20      | 22 DNF  | 17      | 11      | 158   | Éliminées !          | Éliminées ! |
| 20                                  | Maria Belen Tavella Lourdes Hartkopf     | 22 DSQ  | 22 DSQ   | 13      | 19      | 16      | 17      | 16      | 19      | 22 UFD  | 16      | 160   | Éliminées !          | Éliminées ! |
| 21                                  | Denise Parruque Maria Machava            | 22 DNC  | 22 DNC   | 18      | 21      | 20      | 21      | 21      | 20      | 18      | 21      | 182   | Éliminées !          | Éliminées ! |

## Médaillées
| Or                                       | Argent                                        | Bronze                                        |
| Hannah Mills (GBR) Eilidh McIntyre (GBR) | Agnieszka Skrzypulec (POL) Jolanta Ogar (POL) | Camille Lecointre (FRA) Aloïse Retornaz (FRA) |